# Марков, Андрей Викторович
Андре́й Ви́кторович Ма́рков (род. 20 декабря 1978, Воскресенск, Московская область, РСФСР, СССР) — российский хоккеист, игравший на позиции защитника.
Чемпион мира 2008 года, двукратный бронзовый призёр первенств планеты: 2005 и 2007 годов. В составе московского «Динамо» стал двукратным чемпионом России, в составе казанского «Ак Барса» стал обладателем Кубка Гагарина 2018. Заслуженный мастер спорта России.

## Игровая карьера
Родился в Воскресенске. Начинал в местном «Химике», в составе которого регулярно играл с 1995 по 1998 год. Затем перешёл в московское «Динамо», где провёл ещё два сезона. В том же 1998 году на драфте НХЛ был выбран клубом «Монреаль Канадиенс» под общим 162-м номером.
Несмотря на то, что Марков постепенно переквалифицировался из центрального нападающего в защитника, его результативность росла с каждым годом: в сезоне 1999/2000 всего за 29 игр он смог записать на свой счёт 11 голов и 12 передач. В том же сезоне стал чемпионом России и получил приз «Золотая клюшка».
В 1999 году в финале Евролиги забил гол магнитогорскому «Металлургу» через всю площадку и сравнял счёт за 8 секунд до конца матча, однако это не спасло «Динамо» от поражения. Считает этот момент лучшим в своей карьере на 2001 год.
Став лучшим хоккеистом России 2000 года, Андрей Марков переезжает за океан. Если в первые два сезона он ещё осваивался в американском хоккее и даже провёл пару десятков игр в квебекском фарм-клубе «Монреаля», то с сезона 2003/04 стал одним из лучших защитников «Монреаль Канадиенс».
Во время локаута в НХЛ Марков играл за московское «Динамо» и помог ему стать чемпионом России. На его счёту в том сезоне 23 очка в 42 играх регулярного чемпионата и 2 гола в плей-офф.
В сезоне 2005/06 защитник набирает 46 (10+36) очков, затем — 49 (6+43), и, наконец, 58 (16+42). Сезон 2007/08 вообще стал для него пока что лучшим в карьере: Марков впервые вышел на лёд в Матче всех звёзд, а также добился громких успехов на международном уровне.
Андрей Марков играл за сборную России на чемпионатах мира 1999, 2000, 2005 (бронза), 2007 (бронза) и 2008 (золото) годов. На ЧМ-2007, набрав 8 очков в 8 играх, получил звание лучшего защитника турнира.
16 июня 2010 года получил канадский паспорт.
В сезоне 2010/11 Марков провёл всего 7 игр. 13 ноября в столкновении с капитаном «Каролина Харрикейнз» Эриком Стаалом получил тяжёлую травму колена. На полное восстановление у игрока ушло почти полтора года. Следующую свою игру он провёл лишь 10 марта 2012 года против «Ванкувер Кэнакс».
23 июня 2011 года подписал новый трёхлетний контракт с «Монреаль Канадиенс».
3 октября 2012 года подписал контракт с чеховским «Витязем» на время локаута в НХЛ.
23 июня 2014 года продлил контракт с «Канадиенс» до конца сезона 2016/17 на сумму $5,75 млн в год.
По окончании сезона «Монреаль» не стал продлевать контракт с игроком, после чего Марков объявил о своём возвращении в Россию. 31 июля 2017 года подписал двухлетний контракт с клубом КХЛ «Ак Барс». В составе казанского клуба в первом же сезоне выиграл Кубок Гагарина, сыграв во всех матчах плей-офф.
Перед сезоном 2019/20 перешёл в ярославский «Локомотив». Дебютировал в новом клубе 29 октября 2019 года в игре против нижегородского «Торпедо» (1:2), в этом матче сделал результативную передачу. Из-за травмы не выступал до середины декабря. 17 декабря 2019 года, за три дня до своего 41-летия, забросил свою первую шайбу за «Локомотив». Марков в овертайме принёс победу своему клубу в гостевом матче против минского «Динамо» (3:2).
16 апреля 2020 года объявил о завершении карьеры профессионального хоккеиста.
При этом в сентябре 2021 года РУСАДА дисквалифицировало Маркова на 18 месяцев за нарушение антидопинговых правил — он не предоставил данные о том, где находится.

## Тренерская карьера
21 мая 2021 года вошёл в штаб Юрия Бабенко в подольском «Витязе», однако уже 1 июля 2021 года покинул клуб. 6 июля 2022 года вошёл в тренерский штаб Бориса Миронова в московском «Спартаке». 19 января 2023 года покинул клуб.

## Статистика
| Легенда | Легенда                    | Легенда | Легенда                   | Легенда | Легенда    |
| ------- | -------------------------- | ------- | ------------------------- | ------- | ---------- |
| И       | Количество проведённых игр | Штр     | Штрафное время            | +/−     | Плюс-минус |
| Г       | Голы                       | П       | Голевые передачи          | О       | Очки       |
| -       | Статистика неизвестна      | —       | Статистика не учитывалась |         |            |

## Достижения

### Командные
- Бронзовый призёр молодёжного чемпионата мира: 1997;
- Серебряный призёр молодёжного чемпионата мира: 1998;
- Чемпион России: 2000, 2005, 2018;
- Чемпион мира: 2008;
- Бронзовый призёр чемпионата мира: 2005, 2007;
- Обладатель Кубка Гагарина: 2018.

### Личные
- Обладатель «Золотой клюшки»: 2000.
- Обладатель «Золотого шлема»: 2000, 2005.
- Участник Матча всех звёзд НХЛ: 2008, 2009.
- Лучший защитник Чемпионата мира по хоккею 2007.
- Участник символической сборной Чемпионата мира 2007.
- Участник матча звёзд КХЛ: 2018.

### Государственные награды
- Благодарность Президента Российской Федерации (30 июня 2009 года) — за большой вклад в победу национальной сборной команды России по хоккею на чемпионатах мира в 2008 и 2009 годах[15]

## В филателии
Андрей Марков изображён на почтовой марке, посвящённой победе сборной России на чемпионате мира по хоккею 2008 года (вместе с А. Радуловым, Д. Гребешковым, М. Афиногеновым).